# Dorfkirche Krumke

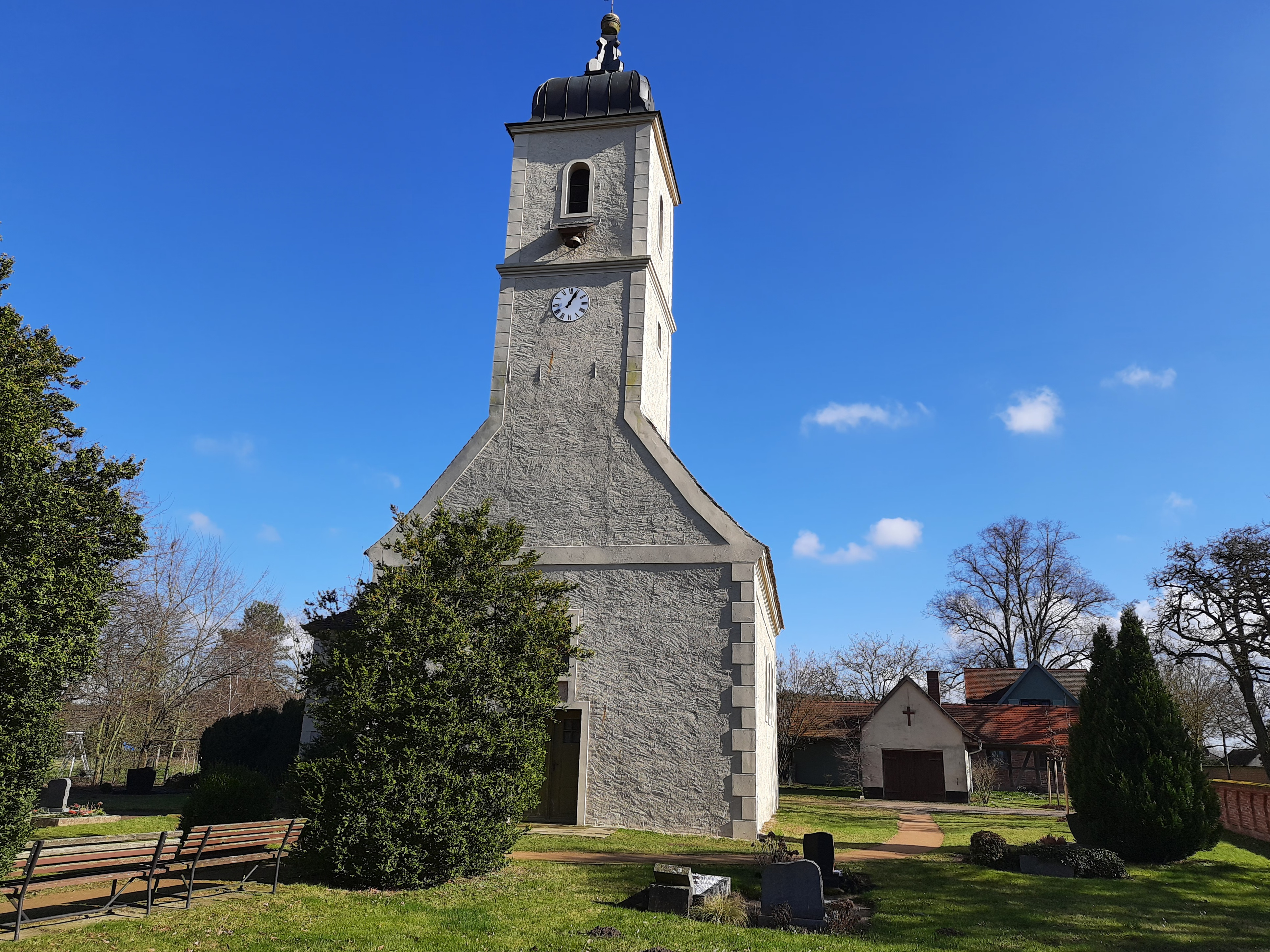
Dorfkirche Krumke

Die evangelische Dorfkirche Krumke ist eine spätromanische Saalkirche im Ortsteil Krumke von Osterburg (Altmark) im Landkreis Stendal in Sachsen-Anhalt. Sie gehört zum Pfarrbereich Osterburg im Kirchenkreis Stendal der Evangelischen Kirche in Mitteldeutschland.

## Geschichte und Architektur
Die Kirche ist ein kleines spätromanisches Feldsteinbauwerk aus querrechteckigem Westturm, kurzem Schiff von gleicher Breite und eingezogenem quadratischem Chor vom Ende des 12. Jahrhunderts. An der Nordseite ist ein quadratischer Anbau für das Erbbegräbnis und die Patronatsloge der Familie von Kannenberg aus der Zeit um 1670 angefügt. Der zweigeschossige quadratische Turmaufsatz aus Backstein mit kuppeliger Kupferhaube und geschweifter Spitze wurde 1724/1725 geschaffen; etwa zu gleicher Zeit wurden die Fenster vergrößert. In den Jahren 1872/1876 erfolgte eine Restaurierung. Innen ist das Bauwerk flach gedeckt, wobei der Triumphbogen im Sinne einer barocken Raumvereinheitlichung erweitert ist. Im Chor ist ein Kreuzgratgewölbe eingezogen. Seit 2021 wurde eine Restaurierung der Kirche durchgeführt.

## Ausstattung
Das Hauptstück der Ausstattung ist ein barocker Portikuskanzelaltar; der architektonische Aufbau ist flankiert von den Tugenden Fides und Spes; im Aufsatz ist eine Wolkenglorie mit Engeln angeordnet. Der reich mit Akanthusornament verzierte Kanzelkorb trägt ein Stifterwappen und die Jahreszahl 1722. Der Fuß des Tauftisches ist aus Sandstein mit Knorpelwerkdekor gefertigt und auf das Jahr 1612 datiert, die Taufschüssel besteht aus Holz und stammt aus dem Jahr 1612. Am Fuß sind vier Wappen der Familien von Saldern, von Bülow, von Asseburg und von Veltheim dargestellt.
Die Orgel auf barocker Empore von 1721 ist ein Werk der Magdeburger Orgelbaufirma Böttcher aus dem Jahr 1872.
Eine Bronzeglocke wurde 1715 von Heinrich Kramer aus Salzwedel geschaffen.